# 김대성 (배우)
김대성(1990년 5월 11일 ~ )은 대한민국의 배우이다.

## 학력
- 단국대학교 연극영화과

## 드라마
- 《반올림 3》 (KBS2, 2006년) - 이한별 역
- 《행복한 여자》 (KBS2, 2007년) - 이지훈 역
- 《따뜻한 말 한마디》 (SBS, 2013년) - 유혜황 역

## 영화
- 《말죽거리 잔혹사》 (2004년) - 현수반 학생 역

## 뮤직비디오
- 레드애플 - 밥은 제때 먹는지 (2013년)

## CF
- 치토스